# Евтропије, Клеоник и Василиск
Свети мученици Евтропије, Клеоник и Василиск су били другови Светог Теодора Тирона.
Кад Теодор славно сконча, они остали су у тамници иза њега, и дуго нису били осуђени због смене намесника царског у граду Амесији. Када је стигао нови намесник, још нечовечнији од свог претходника, нареди те му изведоше ову тројицу. Сва тројица су били младићи, и то Евтропије и Клеоник браћа рођена, а Василиск сродник Светом Теодору. Но сва тројица по братској љубави беху као рођена браћа. Тако и пред намесником рекоше: „Као што је Света тројица недељива, тако смо и ми по вери недељиви и по љубави неразлучни“. Узалудна су била сва ласкања од стране намесника, и узалудни покушаји његови да поткупи Евтропија. Најпре овога позва да с њим вечера, што Евтропије одби говорећи из Псалама: благо мужу који не иде на савет нечестивих, потом му понуди огромно благо — сто и педесет литара сребра — што Евтропије такође одби подсетив намесника, да Јуда због сребра душу своју изгубио. После свих покушаја, истјазања и мука прва двојица су осуђена на распеће, а Василиск на посечење мачем. И два брата на два крста су распета, за што они одадоше хвалу Христу, што их удостоји оне смрти, којом и Он умре; а трећи Василиск мачем посечен. Мученички су страдали 308. године.
Српска православна црква слави их 3. марта по црквеном, а 16. марта по грегоријанском календару.